# Eudranes okei
Eudranes okei (лат.) — вид хищных коротконадкрылых жуков рода Eudranes из подсемейства ощупники (Pselaphinae).

## Распространение
Австралия (Квинсленд).

## Описание
Мелкие коротконадкрылые жуки—ощупники (Pselaphinae). Длина тела 3,4 мм. Глаза самок состоят из 50 фасеток. Нижнечелюстные щупики короткие, каждый третий сегмент вооружён мелким отстоящим шипиком на латеральном краю; видимые абдоминальные тергиты 1-3 (IV—VI) с широким дискальным килём. Булава усиков 3-члениковая, последний сегмент самый крупный. Тело покрыто короткими утолщёнными изогнутыми щетинками (на спинной поверхности их длина примерно в три раза крупнее своей ширины).
Вид был впервые описан в 2001 году американским энтомологом профессором Дональдом С. Чандлером (Chandler Donald S.; University of New Hampshire, Durham, Нью-Гэмпшир, США) вместе с таксонами Mareeba storeyi, Peckiella podocarpus, Kakadu pecki, Bellenden monteithi, Pselaphogenius recheri, Jardine kistnerorum и другими.
Таксон Eudranes okei включён в род Eudranes Sharp 1892 и отнесён к трибе Tmesiphorini из подсемейства Pselaphinae.